# Saint Mary-of-the-Woods
Saint Mary-of-the-Woods, oft auch nur als St. Mary’s bezeichnet, ist eine Unincorporated Community des Sugar Creek Township im nordwestlichen Vigo County im US-Bundesstaat Indiana. Die Gemeinde ist Teil des statistischen Großraumes Terre Haute. Ein Großteil des Gebietes an der U.S. Route 150 gehört den Sisters of Providence of Saint Mary-of-the-Woods, die hier ihr Mutterhaus und das Saint Mary-of-the-Woods College betreiben. Obwohl Saint Mary-of-the-Woods eine Unincorporated Community ist, hat es eine eigene Postfiliale mit der Postleitzahl 47876. Laut Census 2010 hat das Gebiet 797 Einwohner.

## Geschichte
Die frühsten Grundbucheinträge in Saint Mary-of-the-Woods stammen aus dem Jahr 1825 als George und Polly Smith ein von Andrew Jackson unterzeichnetes Patent erwarben. Es ist wahrscheinlich, dass es ein Land Grant für den Militärdienst war, da George Smith während der Amerikanischen Revolution Adjutant und Bote von George Washington war. In den Jahren danach erwarben weitere Siedler Land von der US-Regierung. Von den Smiths erwarben Joseph Thralls und seine Familie 1835 einige Grundstück.
1838 verkauften Joseph und Sarah Thralls mehrere Grundstücke für 15 Dollar an Simon Bruté, katholischer Bischof von Vincennes. Dieser wollte hier eine Mission für das Gebiet um Terre Haute errichten. Hierfür baute er eine kleine Kirche, die erste im Vigo County.
1840 trafen die heilige Mutter Theodore Guerin mit ihren Gefährtinnen hier ein. Diese fanden hier dichten Wald mit einigen wenigen Gebäuden. Hier gründeten sie die Sisters of Providence of Saint Mary-of-the-Woods, eine römisch-katholische Kongregation. Anfangs bot die Familie Thralls den Schwestern Unterkunft.
Mit dem Wachstum des Klosters wurde auch die Stadt St. Mary’s größer. Im April 1850 brachen 20 Männer für die Goldsuche nach Kalifornien auf. 1851 hatte das Dorf schon ein Postamt, zwei kleine Gasthäuser, drei oder vier Läden, Wagenbauer, Küfner, Zimmerleute, Schmiede, Schuster, Schreiner usw.
Das Postamt mit dem Namen St. Mary’s wurde 1846 errichtet. 1912 wurde es in Saint Mary Of The Woods umbenannt.